# Johann Baptist Schwab
Johann Baptist Schwab (* 3. Januar 1811 in Haßfurt; † 25. März 1872 in Würzburg) war ein deutscher katholischer Theologe und Historiker.

## Leben
Er studierte in Würzburg ab 1829. Nach der Priesterweihe 1834 wurde er 1840 zum außerordentlichen Professor für Kirchenrecht und Kirchengeschichte in Würzburg berufen und 1841 ordentlicher Professor.

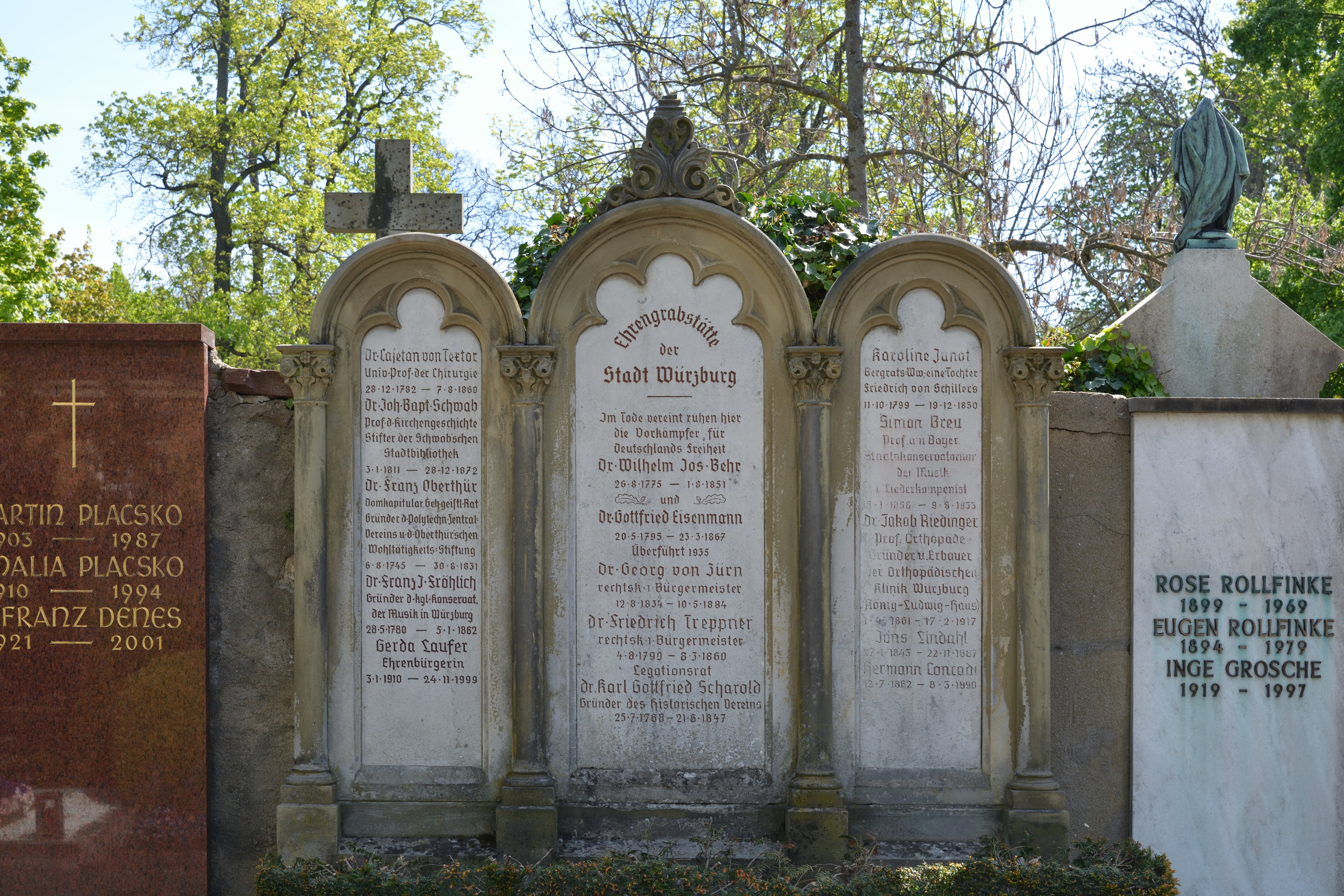
Ehrengrab auf dem Hauptfriedhof Würzburg